# William Henry Harvey
William Henry Harvey, född 5 februari 1811 i Summerville vid Limerick, död 15 maj 1866 i Torquay, var en irländsk botaniker.
Harvey var professor i botanik i Dublin. Han var förtjänstfull deskriptiv författare på havsalgernas område och lämnade, efter föregående flerårig vistelse i Sydafrika, forskningsresor till Nordamerika och Australien, viktiga bidrag till kännedomen om nämnda växters utbredning. Sitt hemlands alger behandlade han i A Manual of the British algæ (1841; andra upplagan 1849) och Phycologia britannica (1846-51), de utomeuropeiska i Nereis australis (1847-49), Nereis boreali-americana (1858) samt Phycologia australica (1858-63), alla rikt illustrerade. Han var även framstående kännare av Sydafrikas fanerogamer, som han beskrev i Flora capensis (tillsammans med Otto Wilhelm Sonder; 1859-65) och delvis avbildade i Thesaurus capensis (1859, 1863).
Auktorsnamnet Harv. kan användas för William Henry Harvey i samband med ett vetenskapligt namn inom botaniken; se Wikipediaartiklar som länkar till auktorsnamnet.